# Kanton Salies-de-Béarn
Der Kanton Salies-de-Béarn war von 1790 bis 2015 ein französischer Wahlkreis im Arrondissement Pau im Département Pyrénées-Atlantiques und in der Region Aquitanien; sein Hauptort war Salies-de-Béarn. Er war 150,88 km² groß und hatte (2006) 8.514 Einwohner, was einer Bevölkerungsdichte von 56 Einwohnern pro km² entsprach. 

## Gemeinden
Der Kanton bestand aus zwölf Gemeinden:
| Gemeinde               | Einwohner Jahr | Fläche km² | Bevölkerungsdichte | Postleitzahl | Code INSEE |
| ---------------------- | -------------- | ---------- | ------------------ | ------------ | ---------- |
| Auterrive              | 124 (2013)     | –          | – Einw./km²        | 64270        | 64082      |
| Bellocq                | 897 (2013)     | –          | – Einw./km²        | 64270        | 64108      |
| Bérenx                 | 440 (2013)     | –          | – Einw./km²        | 64300        | 64112      |
| Carresse-Cassaber      | 672 (2013)     | –          | – Einw./km²        | 64270        | 64168      |
| Castagnède             | 202 (2013)     | –          | – Einw./km²        | 64270        | 64170      |
| Escos                  | 247 (2013)     | –          | – Einw./km²        | 64270        | 64205      |
| Labastide-Villefranche | 342 (2013)     | –          | – Einw./km²        | 64270        | 64291      |
| Lahontan               | 486 (2013)     | –          | – Einw./km²        | 64270        | 64305      |
| Léren                  | 220 (2013)     | –          | – Einw./km²        | 64270        | 64334      |
| Saint-Dos              | 153 (2013)     | –          | – Einw./km²        | 64270        | 64474      |
| Saint-Pé-de-Léren      | 255 (2013)     | –          | – Einw./km²        | 64270        | 64494      |
| Salies-de-Béarn        | 4768 (2013)    | –          | – Einw./km²        | 64270        | 64499      |

## Bevölkerungsentwicklung
| 1962 | 1968 | 1975 | 1982 | 1990 | 1999 | 2006 |
| ---- | ---- | ---- | ---- | ---- | ---- | ---- |
| 9831 | 9800 | 9344 | 8661 | 8584 | 8178 | 8514 |